# Blaptica obscura
Blaptica obscura es una especie de insecto blatodeo de la familia Blaberidae.

## Distribución geográfica
Se pueden encontrar en Brasil.

## Sinónimo
- Blabera obscura (Saussure & Zehntner, 1894).